# Carmen Küng
Carmen Küng (ur. 30 stycznia 1978) – szwajcarska curlerka. Wielokrotna medalistka mistrzostw świata i Europy, uczestniczka igrzysk olimpijskich.

## Osiągnięcia

### Igrzyska Olimpijskie
W 2010 roku na igrzyskach olimpijskich w Vancouver zajęła czwarte miejsce. Cztery lata później, w Soczi zajęła taką samą lokatę.

### Mistrzostwa świata
Sześciokrotnie brała udział w mistrzostwach świata w curlingu, raz zdobywając złoto (2012) i dwukrotnie brąz (2004 i 2008).

### Mistrzostwa Europy
Aż ośmiokrotnie wzięła udział w mistrzostwach Europy w curlingu, zdobywając sześć medali – złoto (2008), srebro (2003, 2009) i brąz (2000, 2010, 2013).